# 노란배두꺼비
노란배두꺼비(학명: Bombina variegata)는 개구리목 무당개구리과의 양서류로, 한국의 무당개구리와 같은 속의 개구리이다.

## 특징
몸길이는 4-5cm이다. 등 색깔은 회갈색이고, 밝은색 반점이 있다. 동공은 하트 모양이고, 고막은 눈에띄지 않는다. 배의 색깔은 회청색 또는 검은색이고 밝은 노란색 반점이 있다.

## 생태
초원, 숲이 있는 하천, 연못의 주변에 서식한다. 늦은 봄과 이른 여름에 짝짓기를 한다.
식성은 육식성으로 곤충이나 갑각류, 지렁이 등을 먹는다.